# ウトゥック
ウトゥック（Utukku　ウドゥグ（Udug））は、古代バビロニアに伝わる精霊の総称。

## 概要
基本的に人間の姿をしているが、半身半獣の姿をとる者もいるとされる。草野巧監修『幻想動物事典』によれば「ウシの頭と翼を持つ人間」キャロル・ローズによれば「角の生えた獣の頭と翼を持つ人」と言う形をしているという。
悪霊はエディンム（Edimmu　エキンム（Ekinmu））と呼ばれ、生前にきちんと埋葬されなかった人間の魂がなると言う。この精霊は「人へ憑依」する、病気を齎す、吸血鬼のような行動などをする。また、そのものの中にはエレシュキガルが使う冥府の「ガルラ霊」、エレキシュガルに仕える他、主に地上で病気をまき散らし、死をもたらす「ナムタル霊」、産褥熱や子供への様々な病気を齎すディムメ、ディムメア、半人半獣で夜道をうろつき、人間へ憑依するアル、皮膚や粘膜を黄色くする病気をもたらすアッハーズ、高熱と激しい頭痛を伴う髄膜炎や脳膜炎をもたらすクアート・エチムミ、人の後をつけ、私生活を覗き見しその姿を見ると全身の毛が逆立つと言われる、女性の形をした霊ラビス、早産を導くクビュ、夢遊病を起こさせるペル・ウウリ、結核、熱病をもたらすアシャック、人間を地獄へ連れ去る魔女ラバス、人を監視するマシュキムなどがいると言われる。
別の説ではウトゥック自体が悪霊を指すとされる。この説をとるキャロル・ローズによれば、それはa慰められるまで彷徨い続ける死者の霊とbエアの胆汁から生まれた悪霊、の2つに分かれる。また、アンナ・フランクリンによれば、サッキュバスのようなものだという。
善なる精霊は、ラマッス(Lamassu)とよばれる、4つの翼をもち、頭部が人間や鳥、動物のもので表されるものと、シェドゥ(Shedu)と呼ばれる、人間の頭部をもち、前脚の付け根から一対の翼を生やしたたくましい牛の体という形をした者がいる。このシェドゥあるいはシェディムは、ペルシャやバビロニアでは善なる性格が強調されたが、ユダヤでは悪霊とされた。

## 書籍
- 草野巧監修『幻想動物事典』新紀元社　1997年刊　ISBN-488317283X

- キャロル・ローズ『世界の妖精・妖怪事典』原書房　2003年刊　ISBN-4-562-03712-1

- アンナ・フランクリン『図説妖精百科事典』東洋書林　2004年刊　ISBN-488721636X

- 健部伸明と怪兵隊『幻想世界の住人たち2』(文庫版)新紀元社　2011年刊　ISBN-4775309633